# Parque Portales
El Parque Portales es un parque urbano ubicado en el barrio Yungay de la comuna chilena de Santiago Centro. Su odónimo es en homenaje al político chileno Diego Portales. De forma rectangular, se encuentra emplazado entre la avenida Portales por el Norte, calle Agustinas por el Sur y la avenida Matucana hacia el Oeste. En términos de urbanismo, forma parte del polígono Portales-Matucana.

## Historia
Durante el siglo XIX el lugar donde se encuentra el parque era conocido como el «Llanito Portales» por sus característica de ser una planicie. Allí se corrían carreras a la chilena y se realizaban otras actividades típicas de la chilenidad. Asimismo, fue en este parque donde comenzaron los festejos al roto chileno, los cuales fueron posteriormente trasladados a la Plaza Yungay.

## Componentes
Al comienzo del parque por Avenida Matucana se encuentran ubicados una serie de monumentos, como el Memorial a Nelson Mandela, inaugurado en abril de 2019 por el alcalde Felipe Alessandri; además del Monumento a la República de Guatemala. Este último fue erigido en 1983 bajo la administración municipal de Carlos Bombal para rememorar las relaciones entre Chile y Guatemala. Cuenta también con juegos infantiles y máquinas para hacer ejercicios de tipo gimnasio al aire libre. 
Dentro de las especies de la flora que se encuentran repartidas por todo el recinto, destacan diferentes especies de palmeras, bugambilias, arbustos y árboles de diferentes tipos. 
Cada domingo a un costado del parque se instala una feria libre con venta de alimentos como frutas, verduras y abarrotes.

## Entorno
Por el lado poniente se encuentra frente al Parque Quinta Normal y al Hospital San Juan de Dios, el hospital más antiguo de la ciudad y del país. Frente al lado Suroeste está la Biblioteca de Santiago, el recinto más grande de Chile en su tipo. Hacia el oriente por calle Agustinas se encuentra el Liceo Miguel Luis Amunátegui, la sede de la Congregación Hijas de San José Protectoras de la Infancia junto a la Iglesia Santuario de San José Obrero, además de la Primera Iglesia Metodista de Santiago, inaugurada en 1925 y que fue el primer templo de la Iglesia metodista de Chile en la ciudad. Por calle Cueto se encuentra próximo el Teatro Novedades de Santiago y por calle García Reyes el Centro Cultural Manuel Rojas.